# Ada Howard
Ada Howard (Temple, 19 dicembre 1829 – New York, 3 marzo 1907) è stata una docente statunitense e la prima presidente del Wellesley College.

## Primi anni di vita e di studio
Ada Lydia Howard era figlia di Lydia Adaline Cowden e William Hawkins Howard. Suo padre era un insegnante, uno studioso e un agronomo scientifico. Tre dei suoi bisnonni erano stati ufficiali durante la guerra rivoluzionaria. Era la nipote del colonnello William e Mary (Hawkins) Howard; pronipote di Samuel ed Elizabeth (Barrett) Howard e di Thomas Cowden, Esq., il più importante fondatore di Fitchburg, Massachusetts. I suoi antenati erano inglesi e scozzesi.
Ricevette lezioni da suo padre e frequentò la New Ipswich Academy e la Lowell High School. Si laureò al Mount Holyoke College (allora Mount Holyoke Female Seminary) nel 1853 e proseguì gli studi con insegnanti privati.

## Formazione universitaria
Conseguì un diploma universitario con insegnanti privati e insegnò al Western College, in Ohio, dal 1861 al 1862. Fu anche preside del Female Seminary al Knox College, in Illinois, dal 1866 al 1869. Nel 1870 divenne preside dell'Ivy Hall Seminary, una scuola privata a Bridgeton, nel New Jersey, fondata nel 1861.
Nel 1875 fu scelta dal fondatore Henry Fowle Durant per diventare la prima presidente del Wellesley College, nel Massachusetts. Questa promozione fece di Elizabeth la prima donna presidente di un college al mondo. Qui lavorò in piena armonia con il signor Durant e sua moglie e il suo impegno nel portare avanti i piani dei fondatori fu incessante fino alla morte del signor Durant nel 1881.
In quell'anno, il suo stato di salute le impose un riposo immediato e completo e gli amministratori le concessero un permesso, ma non riuscendo a riprendere le sue funzioni, nel 1882 rassegnò le dimissioni. In segno di apprezzamento per il suo lavoro al Wellesley, nel 1890 le ex studentesse collocarono nella galleria d'arte un ritratto a grandezza naturale della loro prima presidente e in suo onore fu creata una borsa di studio, nota come Borsa di Studio Ada L. Howard.
Trascorse gli anni successivi tra riposo e viaggi, poiché la sua continua cattiva salute richiedeva frequenti cambi di clima. Fu costretta a limitare il suo lavoro letterario a sporadici articoli per importanti riviste. Nel 1900 conseguì la laurea honoris causa in lettere dal Mount Holyoke College.

## Carriera

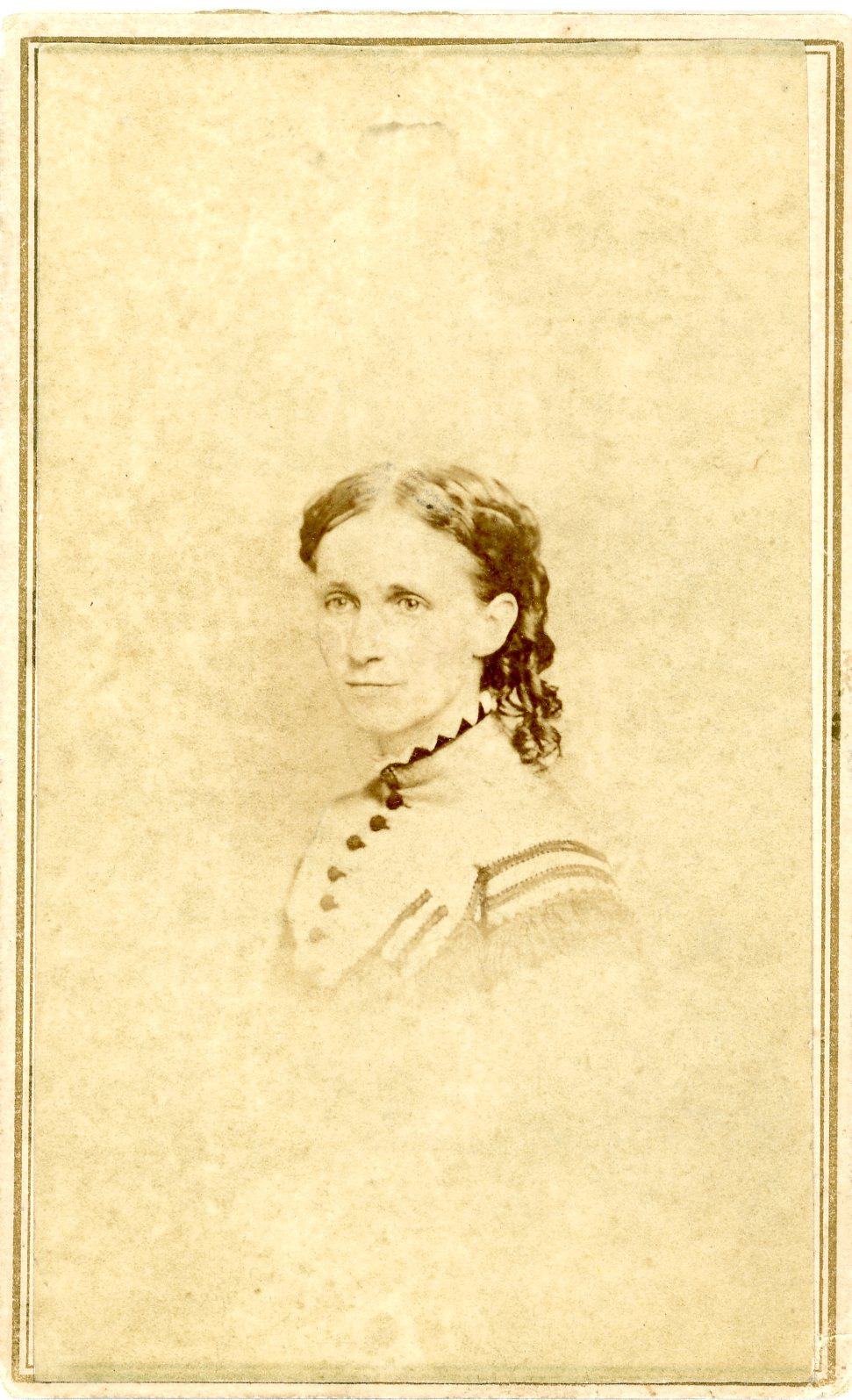
Ritratto scattato quando era preside del Knox Female Seminary. (1866-1869)

Dopo la laurea insegnò per tre anni nella sua alma mater prima di trasferirsi in Ohio, dove insegnò al Western College. In Illinois, lavorò per il Knox College come preside del Dipartimento delle donne e membro della facoltà, insegnando filosofia morale, retorica e critica letteraria. Nel 1866, mentre insegnava al college, c'erano aule e programmi di studio separati per uomini e donne. Era convinta che le donne dovessero avere le stesse opportunità di istruzione degli uomini.

### Sciopero degli studenti al Knox College
Dopo essere diventata preside del college femminile nel 1867, la Howard era oberata di lavoro e non riuscì a convincere il presidente William Curtis a creare un programma misto paritario o anche solo a equiparare gli stipendi delle insegnanti del college a quelli dei professori universitari. Lei e altre due professoresse, Louise A. Sanderson e Mary J. Farnham, si dimisero nel 1868 dopo che Curtis l'aveva afferrata durante una discussione sul programma dei corsi dell'anno successivo. James Parks, uno studente del primo anno dell'epoca, riferisce che il giorno dopo, un sabato, gli studenti suonarono a lungo la campana nella Old Main, l'edificio più antico del campus di Knox. Avevano tagliato la corda della campana e portato anche moschetti e munizioni della guerra civile nella torre campanaria per poter fare rumore in segno di protesta contro la condotta di Curtis. Parks riferisce che la domenica successiva non accadde molto. Il lunedì mattina, quando gli studenti si radunarono vicino alla cappella del college, si rifiutarono di entrare finché Curtis non si fosse dimesso. Secondo Parks, quel giorno solo tre studenti andarono alla funzione religiosa. Uno storico del Knox College riferisce che sei studenti andarono alla funzione, ma per il resto conferma la descrizione dello sciopero fatta da Parks.
Durante il giorno di martedì, gli studenti ripeterono questa tecnica che Parks in seguito iniziò a chiamare la prima “sciopero con occupazione” di cui era a conoscenza. Prima della recita delle 15:00 in cappella quel giorno, i fiduciari si incontrarono. Il presidente del consiglio di amministrazione del Knox, il presidente della Corte Suprema dell'Illinois Lawrence, informò quindi gli studenti che Curtis si era dimesso. Gli studenti andarono in cappella per la recita, “urlando ‘Evviva il Knox College!’ o parole simili”. Altre fonti forniscono ulteriori dettagli sull'evento storico. Secondo il College Courier, un giornale del Monmouth College, gli studenti circondarono persino la residenza del rettore fischiando e protestando, prima di sfilare per il campus il giorno successivo armati. Le studentesse del seminario si unirono al trambusto con pianoforte e organo. Dopo un infruttuoso tentativo di fermare i rumori, Curtis si recò al seminario e si scusò con la Howard, che non volle saperne. Dopo le dimissioni di Curtis, la posizione della Howard fu ripristinata. Fu anche nominata professoressa di critica letteraria, retorica e filosofia morale. Durante la riunione del consiglio di amministrazione del giugno 1868, fu creato un comitato a cui fu consentito di aumentare il suo stipendio. Il successivo rettore del college, il reverendo John P. Gulliver, promise di offrire maggiori opportunità alle donne e nel 1871 alle donne fu concesso l'accesso al college e la possibilità di seguire corsi insieme ai loro compagni di classe maschi. Le donne poterono ottenere lauree invece di semplici certificati di seminario. Nel 1891 il Knox College divenne interamente misto.

## Gli anni 1870
Prima del Western College, la Howard tornò al Mount Holyoke come professoressa e poi insegnò all'Oxford Female Institute. Si trasferì nel New Jersey, dove gestì una scuola per ragazze, l'Ivy Hall, a Bridgeton.
Dal 1875 fu presidentessa del Wellesley College. Il fondatore, Henry Fowle Durant, era molto impegnato nell'amministrazione e nel processo decisionale del college. Nel mettere una donna a capo dell'istituto e conferirle pieni poteri di presidentessa di un college aziendale, Durant si dimostrò entusiasta e fiducioso, affermando: “Sono quattro anni che cerco un presidentessa. Sarà un bersaglio da raggiungere e per il momento la posizione comporterà prove difficili. Ho studiato attentamente la signorina Howard per un po' di tempo. Penso che sia stata scelta per questo lavoro non dai fiduciari, ma da Dio, per il quale è stato costruito il college.
Lei seguì il suo esempio, ma la sua insistenza sul fatto che il personale dovesse essere di fede cristiana evangelica rese difficile l'assunzione di personale. C'era una divisione nel college tra i membri della facoltà assunti da Durant che sostenevano la sua posizione e altri membri del personale che non sostenevano le credenze quasi fanatiche di Durant. Il conflitto al college si intensificò nello stesso momento in cui la salute di Durant e della Howard peggiorò. Durant smise di venire al campus. A parte questo, la presidenza della Howard al Wellesley College rimase non documentata nella loro biblioteca, tranne che per un necrologio con una dichiarazione che la indicava come la prima presidente. Durant morì nel 1881 e la Howard si dimise poco dopo essersi assentata per motivi di salute. In seguito visse a New York, dove morì nel 1907.

## Morte
Morì domenica 3 marzo 1907 e il suo funerale si svolse nella Houghton Memorial Chapel, situata nel campus del Wellesley College, mercoledì 7 marzo. Tutte le lezioni e gli appuntamenti accademici furono sospesi per la giornata. Gli studenti formarono due file nella parte anteriore della cappella mentre avanzava il corteo funebre. Il dottor William F. Warren dell'Università di Boston, membro anziano del consiglio di amministrazione del Wellesley, e il reverendo Ollphant di Methuen, Massachusetts, parroco della chiesa a cui Ada Howard era affiliata, presiedettero la cerimonia. Al termine della funzione, gli studenti scortarono il corteo funebre fino al cimitero di Wellesley, dove Ada Howard fu sepolta.